# Vía XXXIV
En el Itinerario Antonino A-34 (Ab Asturica Burdigalam) se recogen los recorridos confeccionados por los funcionarios romanos a modo de guías de viajeros: el Itinerario de Antonino, el Anónimo de Rávena o la Tabula Peutingeriana. Unía Astorga con Burdeos atravesando las actuales provincias de León, Palencia, Burgos, Álava y Navarra, antes de superar el puerto de Sumo Pyrineo (Roncesvalles, Navarra), para adentrarse en Aquitania.
Cada uno de los hitos de estas rutas son conocidos como mansio o parada. A día de hoy no todos están localizadas o identificadas con exactitud por lo que se toman en consideración muchas de las propuestas historiográficas mayormente aceptadas.

## Hitos del itinerario

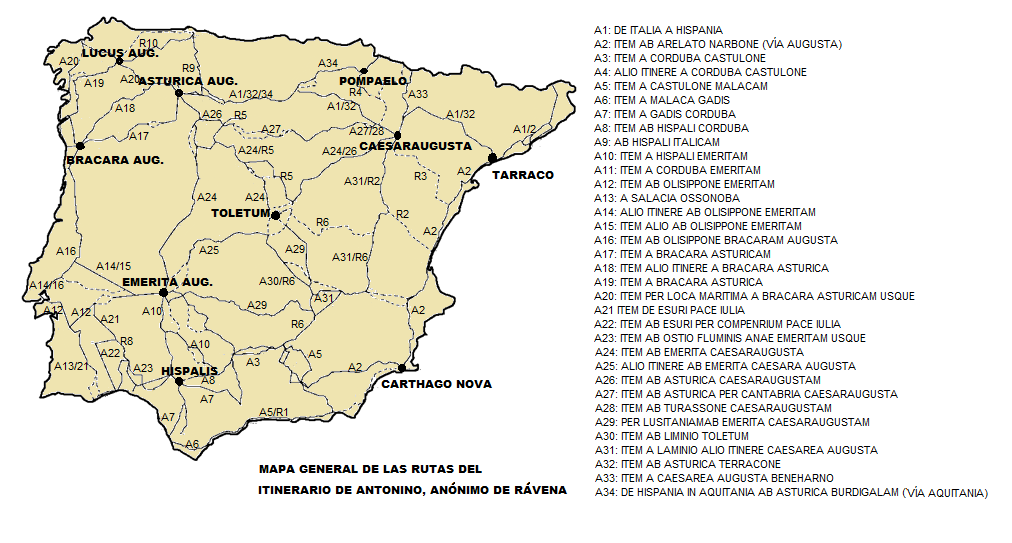
Mapa general Itinerario Antonino

Según el Itinerario de Antonino, su recorrido por Hispania sería el siguiente:
Se inicia en la actual provincia de León: 
- Asturica Augusta, Astorga.
- Vallata, Villar de Mazarife.[4]
- Interamnio, desconocido.
- Palantia o Pallantia, posiblemente Reliegos; algunos autores hablan de Villamarco, Santas Martas o Villamoratiel de las Matas.

En la actual Palencia:
- Viminacio, Calzadilla de la Cueza.
- Lacobriga, Carrión de los Condes.

En la actual Burgos:
- Segisamone, Sasamón.
- Deobrigula, Tardajos.
- Tritium, Monasterio de Rodilla.
- Virovesca, Briviesca.
- Vindeleia, Cubo de Bureba o Pancorbo.[5] Décima mansión situada a doce millas de Virovesca.[6]
- Deobriga, Arce-Mirapérez. Undécima mansión, a catorce millas de Vindeleia.[7]

En la actual Álava:
- Beleia, Iruña-Veleia. Duodécima mansión, a catorce millas de distancia de Deobriga.[8]
- Suessatio, Arcaya. Decimotercera mansión, a trece millas de Beleia.[9]
- Tullonio, Alegría de Álava. Decimocuarta mansión, a siete millas de Suessatio.[10]
- Alba, San Román de San Millán. Decimoquinta mansión, a doce millas de Tullonio.[11]

En la actual Navarra:
- Aracaeli, posiblemente entre Arbizu y Huarte-Araquil. Es la decimosexta mansión situada a veintiún millas de Alba.[12]
- Alantone, posiblemente Atondo. Es la decimoséptima mansión, a dieciséis millas de Aracaeli.[13]
- Pompelone, Pamplona. Se ubica a ocho millas de Alantone.[13]
- Turissa, posiblemente Espinal o Burguete. Es la decimonovena mansión y está situada a veintidós millas de Pompelone. Hay autores que la identifican también con Almándoz, en la bajada del puerto de Velate.[13]
- Summo Pyreneo, posiblemente Roncesvalles-Ibañeta. Es la vigésima mansión, a dieciocho millas de Turissa.[14]

Su trazado en Galia era el siguiente:
- Immo Pyreneo, posiblemente San Juan el Viejo, junto a San Juan Pie de Puerto. A cinco millas de Summo Pyreneo estaría esta vigésimo primera mansión. Se identifica con San Juan el Viejo por la antigüedad del asentamiento. Pero también hay quien apunta a Saint-Étienne-de-Baïgorry[15]
- Carasa, seguramente Garris o Ostabat.
- Aquis Terebellicis, Dax.
- Mosconnum.
- Segosa.
- Losa.
- Boios.
- Burdigalia, Burdeos.

Posiblemente, a principios del siglo V entraron por ella en la Península los primeros pueblos bárbaros, suevos y alanos. Se data en el año 456 el momento en que tropas visigodas, comandadas por Teodorico II, llegaron a la meseta norte por esta calzada, aunque algunos autores postulan que la entrada se produjo por Cataluña.

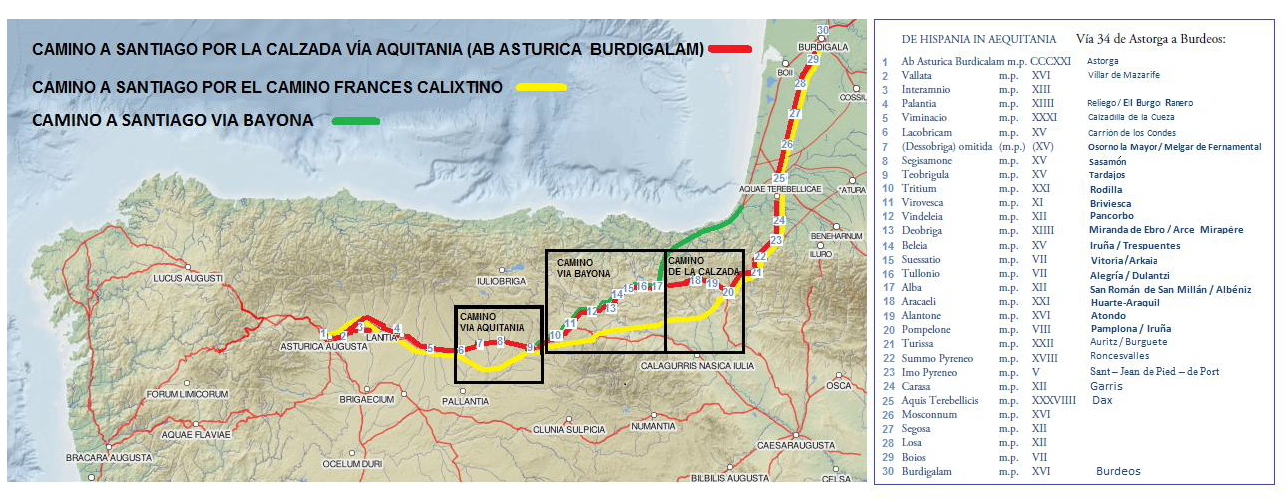
Calzada romana y Camino de Santiago.

## La calzada XXXIV y el Camino a Santiago
Posteriormente, durante la Edad Media, también se le llamó Vía Aquitania a esta calzada romana XXXIV o Ab Asturica Burdigalam (Astorga-Burdeos), y en algunos tramos también se la llamó Carrera Francesa, pues esta calzada era utilizada como ruta afluente por peregrinos franceses que emprendían el Camino de Santiago desde Aquitania, por una parte los que llegaban desde la frontera por Pompelo y por Aracaeli (entre Arbizu y Huarte-Araquil), siguiendo la calzada romana XXXIV, y por otra los que llegaban por el camino Vía Bayona, Camino de Santiago Vasco del Interior y que enlazaba con la Vía Aquitania a la altura de San Millán / Salvatierra entre Tullonio (Alegría de Álava) y Alba (Albéniz). La ruta fue el origen del Camino Francés hasta que se modificó parte de su recorrido para pasar más al sur y en algunos tramos olvidados de la calzada romana se está recuperando su tradición jacobea, como es el caso de Camino de Santiago Vía Aquitania.